# Brasserie Valentijn
Brasserie Valentijn is een Nederlandse film uit 2016, geregisseerd door Sanne Vogel. Het is een remake van de Vlaamse film Brasserie Romantiek.

## Verhaal
Brasserie Valentijn is een gerenommeerd restaurant van Valentijn en haar broer, chef-kok Angelo. Dan komt op Valentijnsdag na twaalf jaar Frank in het restaurant, de oude vlam van Valentijn. Hij wil met haar een nieuw leven opbouwen in Buenos Aires. Valentijn, die nog altijd gevoelens heeft voor Frank, besluit om met hem mee te gaan.

## Rolverdeling
| Acteur              | Personage              |
| ------------------- | ---------------------- |
| Georgina Verbaan    | Valentijn              |
| Egbert-Jan Weeber   | Frank                  |
| Roeland Fernhout    | Angelo                 |
| Maarten Heijmans    | Lesley                 |
| Lies Visschedijk    | Roos                   |
| Mark Rietman        | Paul                   |
| Jim Deddes          | Walter                 |
| Megan de Kruijf     | Emma                   |
| Simone van Bennekom | Mia                    |
| Melody Klaver       | Kelly                  |
| Jip van den Dool    | Jonas                  |
| Tom Jansen          | Dirk-Jan               |
| Tine Cartuyvels     | Coco                   |
| Jonas Smulders      | Kevin                  |
| Tarikh Janssen      | Jim                    |
| Géza Weisz          | Maarten                |
| Sigrid ten Napel    | Sarah                  |
| Jamie Grant         | Silvia (eerste)        |
| Serin Utlu          | Silvia (tweede)        |
| Jaap Maarleveld     | Meneer Hendriks        |
| Coby Timp           | Mevrouw Hendriks       |
| Sanne Vanderbruggen | Meisje op brommer      |
| Michiel van Erp     | Dierendokter assistent |